# 1628 Strobel
1628 Strobel este un asteroid din centura principală, descoperit pe 11 septembrie 1923, de Karl Reinmuth.